# Dasztadem (Aragacotn)
Dasztadem – wieś w Armenii, w prowincji Aragacotn. W 2011 roku liczyła 548 mieszkańców.